# The I inside
The I Inside è un film thriller psicologico del 2004 diretto da Roland Suso Richter.

## Trama
Simon Cable si sveglia in un letto d'ospedale senza alcun ricordo di ciò che è successo negli ultimi due anni. Il dottor Newman, il medico che lo ha in cura, lo mette al corrente degli eventi: È il 2002, Simon ha avuto un incidente con dei solventi, suo fratello è morto due anni prima, e lui è sposato con una certa Anna, che per lui è ovviamente una perfetta sconosciuta. Cosa ancora più scioccante, apprende che il fratello sarebbe morto per colpa sua. Il dottor Newman, convinto che solo Anna possa aiutare Simon a recuperare la memoria, decide di lasciarli da soli a parlare. In assenza del dottore, però, la moglie cambia atteggiamento, dimostrandosi fredda e carica di rancore. Simon viene così a sapere di avere un'amante, ed Anna, convinta che la storia dell'amnesia non sia altro che un bluff, gli dà uno schiaffo e se ne va, lasciando Simon nello sconcerto più totale.
A Simon viene nel frattempo prescritta una TAC, per accertare le cause della sua profonda amnesia. Mentre è legato sul lettino del macchinario, in attesa di iniziare l'esame, un misterioso medico con il volto coperto da una mascherina gli inietta qualcosa nel braccio, facendogli apparentemente perdere conoscenza.
Al risveglio, Simon si ritrova di nuovo in un letto dell'ospedale, ma in un altro reparto, questa volta a fianco ad un paziente di nome Trevitt. Confuso, chiede del dottor Newman, ma viene a sapere che nessun medico con questo nome lavora lì. Al suo posto c'è ora il dottor Truman, che è convinto che Simon stia sperimentando un forte shock post-traumatico a seguito dell'incidente d'auto nel quale è stato coinvolto. Simon capisce così di essere nel 2000, esattamente il giorno dopo rispetto all'ultimo ricordo che possedeva. Anche Anna, sua moglie, sarebbe apparentemente frutto della sua immaginazione, poiché ella in realtà è solo una delle infermiere del reparto. Simon cerca di convincere i presenti di essere già stato lì, anche se in realtà due anni dopo, ma tutto ciò che ottiene è quello di farsi prendere per un pazzo.
Di colpo Simon si ritrova di nuovo legato al lettino della TAC, nel 2002. Ricompare il dottor Newman, al quale Simon tenta di spiegare di essere stato in quell'ospedale due anni prima. Il dottore crede che Simon stia solo riacquistando lentamente la memoria, ma il giovane tenta disperatamente di fargli capire che quello non era un semplice ricordo. Casualmente, Simon viene a sapere che il paziente di nome Trevitt esiste veramente ed è ancora ricoverato in quell'ospedale, al quinto piano. Trevitt si ricorda di Simon, identificandolo come il pazzo di due anni prima, e Simon per la prima volta dall'inizio dell'amnesia si sente finalmente sollevato per qualcosa.
Simon, nel frattempo, si ritrova di nuovo catapultato nel 2000. Qui, tramite l'infermiera Anna, viene a sapere che insieme a lui era stato ricoverato anche il fratello, morto però nell'incidente d'auto nel quale lui stesso era coinvolto. Come prova di quanto afferma, Anna fa ascoltare a Simon un nastro registrato in sala operatoria, in cui il fratello - dopo aver ripreso per un attimo conoscenza - fa il nome di Simon indicandolo come colpevole del suo incidente. L'infermiera lo ricatta, facendogli capire che avrebbe consegnato il nastro alle autorità se non avesse acconsentito a sposarlo.
Consapevole di potersi in qualche modo spostare nel tempo, Simon cerca di ritornare al giorno dell'incidente, nella speranza di capire cosa fosse successo e cambiare il corso degli eventi. Si scopre così che quello stesso giorno il fratello aveva sorpreso Simon e sua moglie Claire insieme, e casualmente aveva origliato la loro conversazione mentre parlavano della decisione di mettere fine alla loro storia. Simon, rivivendo il flashback in terza persona, capisce sconvolto chi era l'amante di cui parlava Anna. Simon, impotente, è costretto a rivedere se stesso avere una colluttazione con il fratello, il quale cade dalla finestra della soffitta. Sempre seguendo i suoi ricordi, Simon si rende conto perché all'ospedale tutti erano convinti che il fratello fosse morto in un incidente d'auto: sopraffatto dalla paura, Simon aveva caricato il fratello in macchina e lo aveva portato ad una scogliera, nel tentativo di inscenare la caduta dell'auto in mare. All'ultimo minuto però, al sopraggiungere di un'altra auto, aveva cambiato idea rimettendosi in strada.
Il ricordo si interrompe. Convinto che la sequenza degli eventi avrebbe portato all'incidente d'auto, Simon ritorna di nuovo indietro nel tentativo di impedire al fratello di cadere dalla soffitta. Con suo grande rammarico, tuttavia, l'azione si svolge esattamente come l'aveva vista in precedenza. Questa volta però Simon sa cosa fare: carica il fratello in auto non per portarlo alla scogliera, ma per andare in ospedale, convinto che questo avrebbe cambiato le cose. Durante la strada il fratello improvvisamente riprende conoscenza e lo assale, facendo sbandare l'auto. Simon si scontra così con l'auto che veniva in senso opposto.
Simon si ritrova davanti alla casa di famiglia. Il fratello Peter è vivo e lo saluta con affetto, dicendogli che è tempo di lasciarsi alle spalle quello che è successo. Simon non capisce ma il fratello gli spiega la verità: lui, Simon e Claire sono morti. C'era lei alla guida della macchina con la quale si sono scontrati. Diventa così evidente che il posto in cui si trovano è una sorta di Purgatorio creato dalla loro stessa mente, nel quale si ha la scelta di accettare il proprio passato così com'è oppure provare a cambiarlo. Simon capisce così che tutto quella che aveva visto era una proiezione dei suoi ultimi ricordi prima della morte. Anna è uno dei paramedici che sono accorsi a prestargli soccorso, il dottor Newman è il padre morto anni prima, Trevitt è un paziente che Simon scorge dalla barella mentre viene portato in sala operatoria ed il misterioso medico con la mascherina che lo tormenta come in un incubo è il chirurgo che lo stava operando prima che morisse. Lo stesso anno 2002 in realtà altro non è che l'ora della sua morte, le 20:02.